# 데스 앤젤
데스 엔젤(Death Angel)은 미국 데일리시티 출신의 스래시 메탈 밴드이다. 롭 카베스타니와 마크 오세게다가 주축 멤버로 8장의 앨범을 발매했다.
80년대 샌프란시스코의 스래쉬 메탈 밴드들 중의 핵심 밴드로 언급된다. 메가데스, 메탈리카, 슬레이어, 엑소더스 (밴드), 테스터먼트 (밴드), 오버킬 (밴드), D.R.I., 머시풀 페이트 등 다수의 밴드와 함께 활동했으며 공연의 오프닝을 맡았다. 또 스래쉬 2세대를 이끌었던 밴드중 하나이다. 1, 2집의 성공으로 게펜 레코드와 계약해 메이저 데뷔했으나 3집을 내고 투어를 하던 중 앤디 갈레온이 버스사고를 당해 1년이나 쉬게되면서 1991년에 사실상 해산상태가 되었다. 2001년에 재결성해 2016년까지 꾸준히 앨범을 내고있다.

## 역사
데스 앤젤은 샌프란시스코 베이 에어리어에서 82년에 사촌지간이던 롭 카베스타니(g)와 데니스 페파(v,b), 거스 페파(g) 그리고 앤디 갈레온(dr)으로 결성되었다. 모두 필리핀계 이민자의 후손이었다. 이런저런 이름을 고민하다가 서점에서 마주친 책 제목에서 밴드명을 정했다 83년에 내놓은 첫 데모 Heavy Metal Insanity는 마크 오세게다의 평에 의하면 "스래쉬보단 메탈에 가까웠다. 아이언 메이든이나 타이거즈 오브 팬 탕같은 느낌이었다." 이 즈음 오세게다는 밴드를 도와주기만 하다가 보컬로 정식 합류하여 메가데스의 오프닝 공연에 섰다. 그 공연은 슬레이어의 케리 킹이 메가데스 멤버로 섰던 네번의 공연 중 하나였다.
베이 에이리어에서 2년간 클럽공연을 하던 그들은 메탈리카의 커크 해밋이 프로듀싱해준 데모 Kill as One을 만들었다. 커크 해밋과 데스 앤젤은 음반점에서 만나 친해졌다. 80년대엔 테이프로 만든 데모 교환이 성행해서 그들은 지역내에 이름을 알릴 수 있었다. "우리는 LA와 뉴욕에서 공연했지만 어디서나 관객들의 합창을 들을 수 있었다. 테이프 교환이 흥했기 때문이다. 정말 멋진 일이었다."